# Tahmela
Tahmela est un quartier de Tampere en Finlande .